# 藤井泰行
藤井 泰行（ふじい やすゆき、1970年4月2日 - ）は、神奈川県横浜市出身のサッカー指導者。JFA認定A級指導者、JFA認定GK LvⅢ級指導者。

## 来歴
神奈川県立旭高等学校、明治学院大学を経て、1992年から2014年にかけて横浜F・マリノスのアカデミーで長く指導者を務め数多くのJリーガーを輩出した。特に飯倉大樹、秋元陽太などJリーグで活躍しているGKに多く携わった。 
2012年、横浜スポーツ&カルチャークラブTOPチームGKコーチに就任し、2014年には関西国際大学サッカー部の監督に就任する。マリノス時代と同様に「やって楽しい、見て楽しい」サッカーを標榜している。2018年2月よりJFAアカデミー福島にて、男子ユースのGKコーチに就任した。
2019年、カマタマーレ讃岐TOPチームGKコーチに就任した。2020年12月16日、退任が発表された。
2021年、オルカ鴨川FCのGKコーチに就任した。
2022年からは2023年、梅州客家SCU-21育成統括GKコーチを務める。
2025年、高知ユナイテッドSCのGKコーチに就任した。同年5月、一身上の都合により双方合意の上、契約解除。

## 学歴
- 神奈川県立旭高等学校
- 明治学院大学

## 指導歴
- 1992年 - 2014年  横浜F・マリノス
  - 1992年 - 1995年 ジュニアユース追浜 コーチ
  - 1996年 プライマリー追浜 U-10監督
  - 1997年 ジュニアユース追浜 コーチ
  - 1998年 - 2000年 プライマリー追浜 U-10監督
    - 2000年 - 2006年 神奈川県TC GKコーチ

  - 2001年 - 2009年 育成GKコーチ
    - 2002年 - 2003年 関東TC GKコーチ
    - 2004年 - 2005年 関東GKプロジェクト コーチ
    - 2005年 関東GKプロジェクト チーフ
    - 2006年 神奈川GKプロジェクト チーフ
    - 2007年 JFA公認GK C級コーチ養成インストラクター

  - 2010年 関東学院大学サッカー部 GKコーチ (提携)
  - 2010年 - 2014年 横浜マリノスフットボールアカデミー 管理
- 2012年 - 2013年  Y.S.C.C.横浜
  - 2012年 トップチーム コーチ
  - 2013年 トップチーム GKコーチ
- 2014年 - 2017年  関西国際大学サッカー部 監督
  - 2016年 関西学生サッカー連盟 GK講習会
- 2018年  JFAアカデミー福島男子ユース GKコーチ
- 2019年 - 2020年  カマタマーレ讃岐 GKコーチ
- 2021年  オルカ鴨川FC GKコーチ
- 2022年 - 2023年  梅州客家足球倶楽部U-21 育成統括GKコーチ
- 2025年 - 同年5月  高知ユナイテッドSC GKコーチ

## 資格
- JFA公認 A級ジェネラルライセンス
- JFA公認サッカーGKコーチLv.3
- Jリーグ版「よのなか科」ファシリテーター
- 中学・高校社会科教員免許